# Scheinkonturen

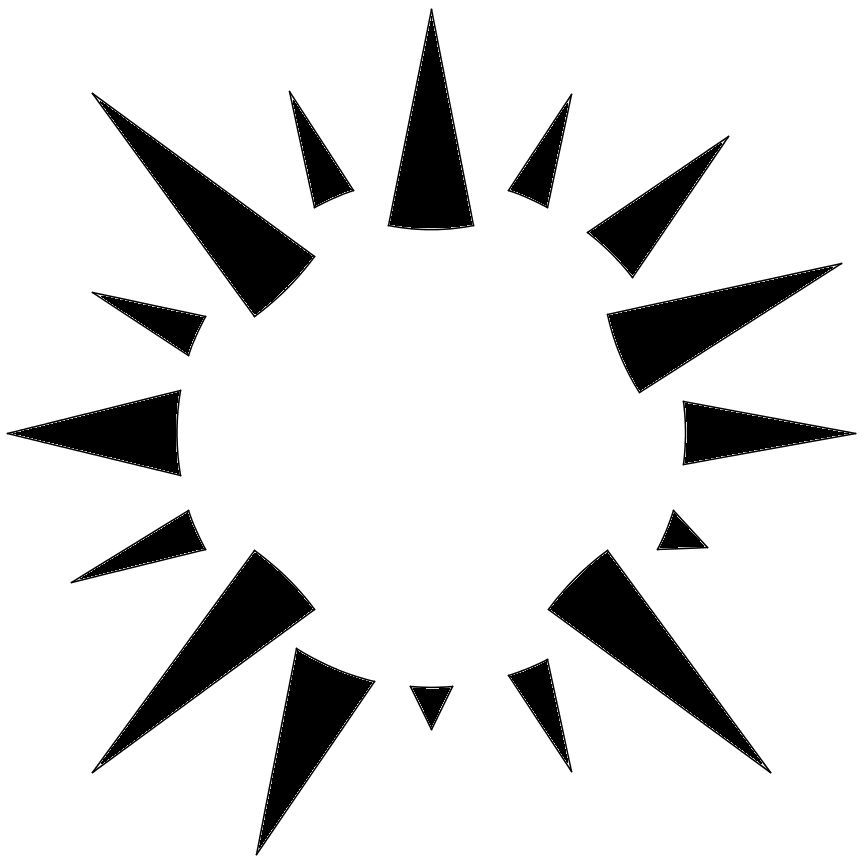
Scheinkonturen einer Kugel

Scheinkonturen sind Sinnestäuschungen, bei denen visuelle Konturen wahrgenommen werden, die keine physikalische Ursache haben. Somit gehören die Scheinkonturen zur Gruppe der optischen Täuschungen. Bei dem Phänomen der Scheinkonturen werden die jeweils zugrunde liegenden mehrdeutigen Situationen vom Gehirn falsch interpretiert. 
Eine erste Beschreibung der Scheinkonturen stammt von dem Psychologen Friedrich Schumann in seiner Arbeit über die Gesichtswahrnehmung. Scheinkonturen lassen mitunter schon anhand einzelner Punkte ein unvollständiges Objekt in seiner Gesamtausprägung erkennen. Die fehlenden Bildinformationen werden hierbei durch das menschliche Gehirn automatisch ergänzt.
Untersuchungen haben ergeben, dass Scheinkonturen auch in Gehirnen von Tieren unterschiedlicher Evolutionsstufen (Säugetiere, Vögel und Insekten) wahrgenommen werden.

## Kanizsa-Dreieck und analoge Figuren
Als eines der bedeutendsten Beispiele für das Phänomen der Scheinkonturen präsentierte der italienische Künstler und Gestaltpsychologe Gaetano Kanizsa das nach ihm benannte Kanizsa-Dreieck. In Abbildung 1 wurde aus drei Kreisen je ein 60°-Segment so entfernt, dass das menschliche Wahrnehmungssystem die Gestalt eines gleichseitigen Dreiecks erwarten lässt und es auch als solches erkennt, obwohl real keine Umfangskonturen existieren.
In Anlehnung an das Phänomen des Kanizsa-Dreiecks zeigt Abbildung 2 die Scheinkonturen eines Quadrats, welches durch das Entfernen eines 90°-Segments aus jedem der vier Kreise entsteht. Bei Verkleinerung bzw. Vergrößerung des rechten Winkels entstehen Verformungen der Quadratseiten nach innen bzw. nach außen, wie man in den Abbildungen 3 und 4 erkennt.
Die linke Figur in Abbildung 5 lässt in der Mitte die Scheinkonturen eines Quadrats erkennen. Dagegen beweist die rechte Figur, dass die Formen, welche die scheinbaren Konturen sichtbar erscheinen lassen, nicht beliebig gewählt werden können. Hier sind beispielsweise die umgebenden schwarzen Gestaltelemente zu dünn und verhindern deshalb die Scheinwahrnehmung des Quadrats.

Abbildung 1
Abbildung 2
Abbildung 3
Abbildung 4
Abbildung 5

## Neon-Effekt
Weitere Scheinkonturen werden beim Neon-Effekt sichtbar. Gehen farbige Linien eines Objekts nahtlos in Linien eines größeren, z. B. schwarzen oder grauen, Objekts über, so wird der Hintergrund der farbigen Linien als ein blasser neonartig schimmernder Bereich wahrgenommen, obwohl dieser keine realen Konturen besitzt (Abbildungen 5 bis 7).

Abbildung 5: Streckenbündel
Abbildung 6: Konzentrische Kreise
Abbildung 7: Scheinkonturen mehrerer Vielecke mit verschiedenfarbigen Neon-Effekten im Vergleich